# Keele
Keele – wieś i civil parish w Anglii, w Staffordshire, w dystrykcie Newcastle-under-Lyme. Leży 4,5 km od miasta Newcastle-under-Lyme, 24,8 km od miasta Stafford i 223,8 km od Londynu. Na terenie wsi znajduje się uniwersytet, a także miejsce obsługi podróżnych autostrady M6.
W 2011 roku civil parish liczyła 4129 mieszkańców. Większość mieszkańców stanowią studenci Uniwersytetu w Keele.
Keele zostało umieszczone na angielskiej wersji gry planszowej Monopoly wydanej w 2007 roku. Keele zastąpiło w tej wersji apartamenty na Fleet Street, które występowały w tradycyjnej wersji tej gry.